# Dysochrysa furcata
Dysochrysa furcata är en insektsart som beskrevs av Bo Tjeder 1966. Dysochrysa furcata ingår i släktet Dysochrysa och familjen guldögonsländor. Inga underarter finns listade i Catalogue of Life.

## Bildgalleri

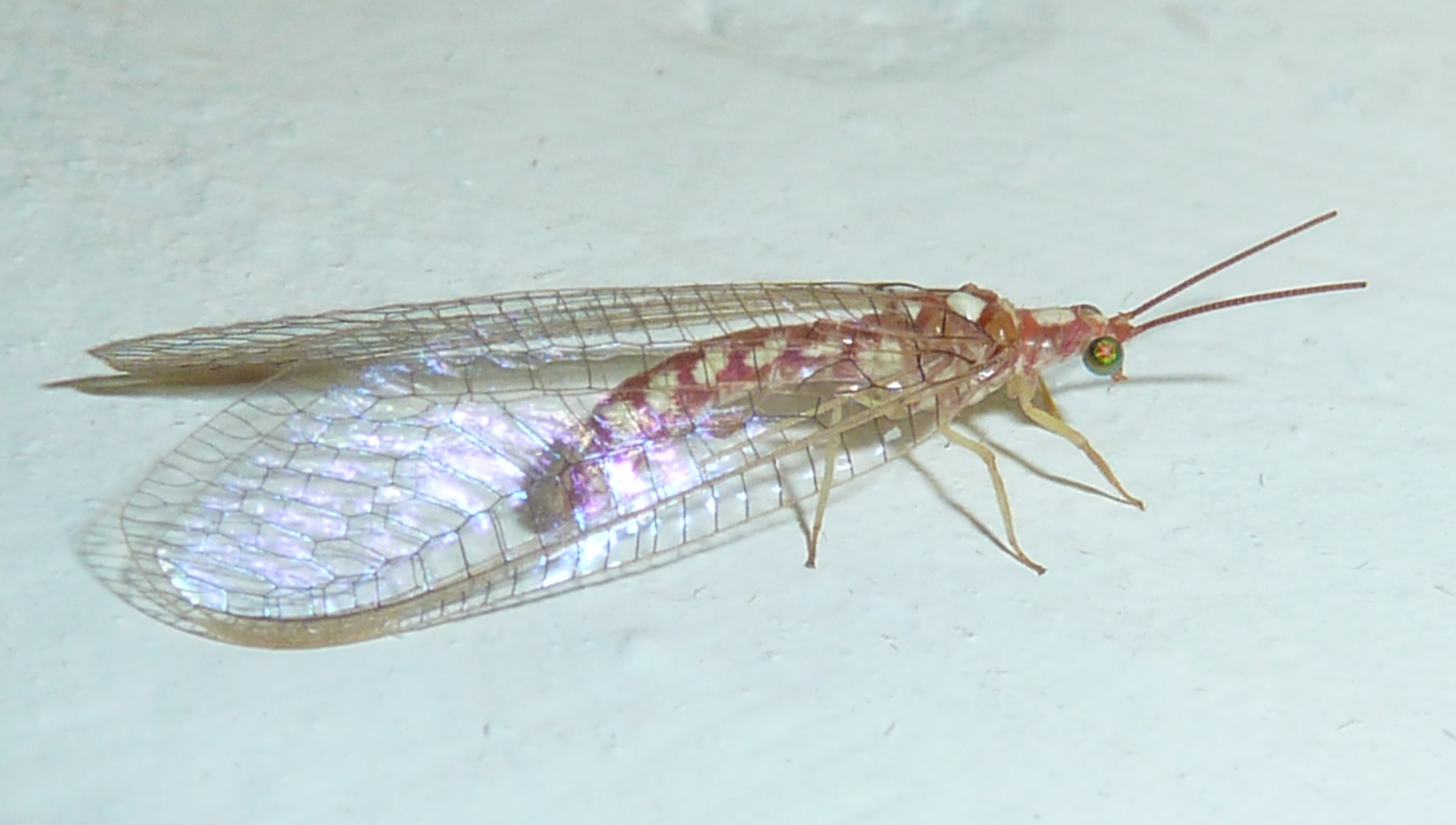